# Зелений Гай (Гуляйпільська міська громада)
Зеле́ний Гай — село в Україні, у Гуляйпільській міській громаді Пологівського району Запорізької області. Населення становить 68 осіб (станом на 01.01.2011). До 2016 орган місцевого самоврядування - Гуляйпільська міська рада.

## Географія
Село Зелений Гай знаходиться на відстані 1 км від села Веселе та за 2 км від села Високе.

## Історія
12 червня 2020 року, відповідно до розпорядження Кабінету Міністрів України № 713-р «Про визначення адміністративних центрів та затвердження територій територіальних громад Запорізької області», увійшло до складу Гуляйпільської міської громади.
19 липня 2020 року, у результаті адміністративно-територіальної реформи та ліквідації Гуляйпільського району, село увійшло до складу Пологівського району.

## Населення
Згідно з переписом УРСР 1989 року чисельність наявного населення села становила 161 особа, з яких 72 чоловіки та 89 жінок.
За переписом населення України 2001 року в селі мешкала 121 особа.

### Мова
Розподіл населення за рідною мовою за даними перепису 2001 року:
| Мова       | Відсоток |
| ---------- | -------- |
| українська | 92,56 %  |
| російська  | 7,44 %   |

## Відомі люди
- Дудка Олександр Іванович — народний депутат України 7-го скликання.